# Pierre Levée du champ de la Fa

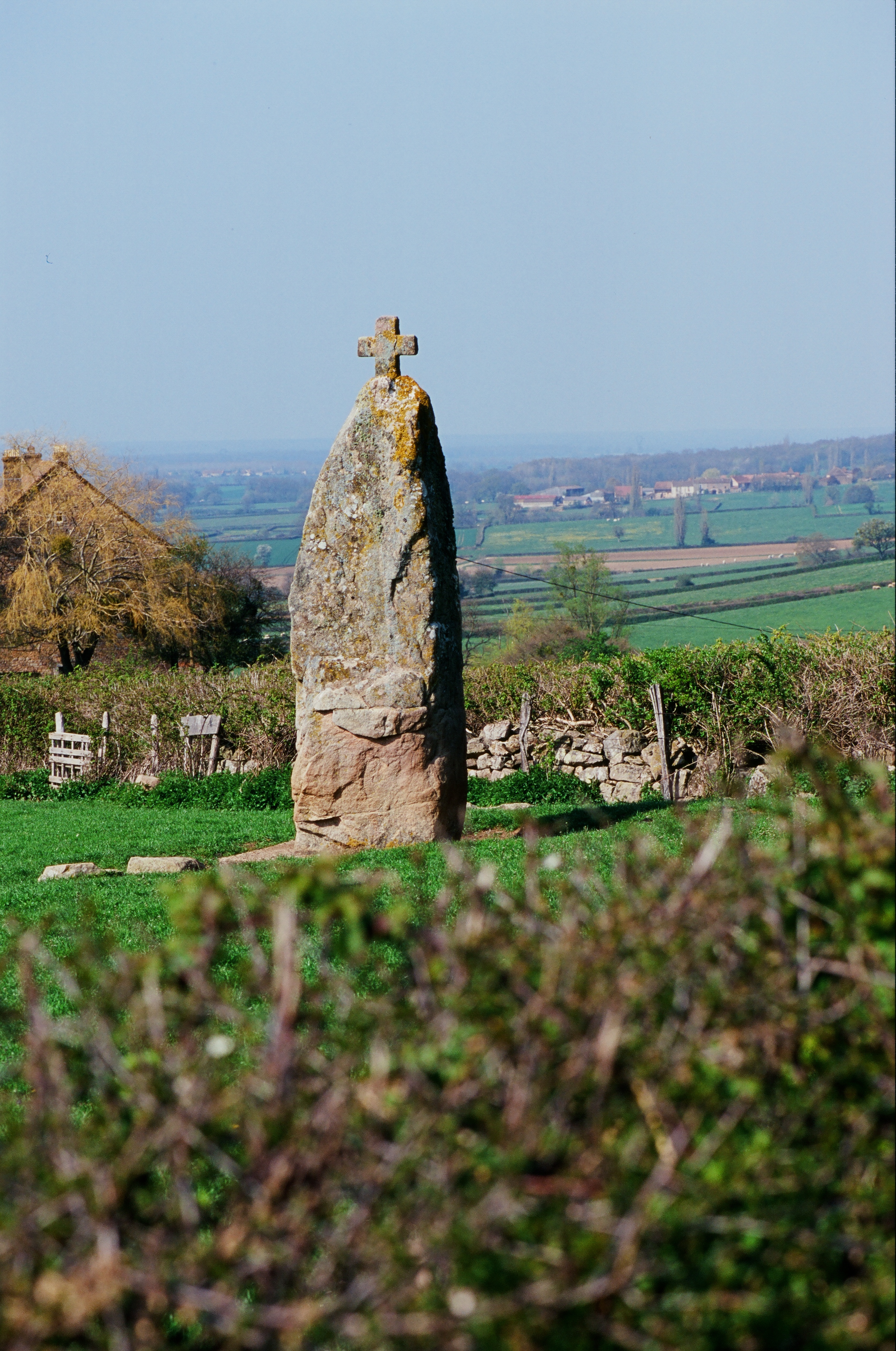
Menhir Pierre Levée du champ de la Fa

Der Menhir Pierre Levée du champ de la Fa (Alternativnamen: Embouche-de-Pierre-Levée, Pierre de Nobles, Pierre du Christ und Pierre du Bon-Dieu) ist ein etwa 3,0 Meter hoher phallischer und mehr als 5,0 Tonnen wiegender Menhir an einem Abzweig der D 14 südwestlich von La Chapelle-sous-Brancion im Département Saône-et-Loire in Frankreich. 
Als christianisiertes Megalithmonument trägt er ein Kreuz (ähnlich dem Menhir von Saint-Uzec). 
Seit 1911 ist er als Monument historique eingestuft.